# Marty McSorley
Martin James "Marty" McSorley, född 18 maj 1963 i Hamilton, Ontario, är en kanadensisk före detta professionell ishockeyspelare.

## Karriär
Marty McSorley växte upp i Cayuga i Ontario. I NHL spelade han som back och högerforward för Pittsburgh Penguins, Edmonton Oilers, Los Angeles Kings, New York Rangers, San Jose Sharks och Boston Bruins. McSorley är den fjärde mest utvisade spelaren NHL:s historia med 3381 utvisningsminuter. I NHL var han känd som en slagskämpe och agerade beskyddare i Edmonton Oilers för spelare som Wayne Gretzky, Jari Kurri och Mark Messier. När Gretzky byttes bort från Edmonton Oilers till Los Angeles Kings så vägrade han först byta lag om inte McSorley följde med.
McSorley vann två Stanley Cup med Edmonton Oilers, 1986–87 och 1987–88.

### Attacken på Donald Brashear
Den 21 februari 2000 när McSorley spelade för Boston Bruins mot Vancouver Canucks så slog han sin klubba i huvudet på motståndarspelaren Donald Brashear i slutet av matchen. Brashear förlorade medvetandet och fick en hjärnskakning av tredje graden. McSorley stängdes av i ett år för attacken som skadade spelets anseende avsevärt. Han dömdes till 18 månaders skyddstillsyn. Det var det första åtalet för ett övergrepp på isen i NHL sedan 1988. McSorley försökte sig på en comeback men spelade aldrig mer en NHL-match.

### Film- och TV-karriär
Marty McSorley har även medverkat i några filmer och TV-serier. Debuten skedde i Michael Bays Bad Boys från 1995, och 1997 spelade han andrepilot i actionthrillern Con Air.

## Meriter
- Stanley Cup – 1986–87 & 1987–88
- NHL Plus/Minus Award – 1990–91 +48 (delad seger med Theoren Fleury)